# Divize B
Divize B patří společně s ostatními divizemi mezi čtvrté nejvyšší fotbalové soutěže v Česku. Je řízena Řídící komisí pro Čechy. Hraje se každý rok od léta do jara se zimní přestávkou. Účastní se jí 16 týmů, každý s každým hraje jednou na domácím hřišti a jednou na hřišti soupeře. Celkem se tedy hraje 30 kol. Vítězem se stává tým s nejvyšším počtem bodů v tabulce a postupuje do ČFL. Poslední tři týmy sestupují do příslušného Krajského přeboru. Do Divize B vždy postupuje vítěz Pražského přeboru a Ústeckého přeboru, dále v něm můžeme najít týmy převážně ze Středočeského přeboru a také výjimečně z Libereckého a Karlovarského přeboru.
Z důvodu pandemie covidu-19 v Česku byl ročník 2019/20 z rozhodnutí FAČR ukončen po šestnácti odehraných kolech.

## Vítězové
| Ročník  | Vítězný tým                   |
| ------- | ----------------------------- |
| 1965/66 | TJ Sparta ČKD Praha „B“       |
| 1966/67 | TJ VTŽ Chomutov               |
| 1967/68 | TJ Spartak Ústí nad Labem     |
| 1968/69 | TJ Kovostroj Děčín            |
| 1969/70 | TJ Slavia Karlovy Vary        |
| 1970/71 | TJ Kaučuk Kralupy nad Vltavou |
| 1971/72 | TJ Slovan Varnsdorf           |
| 1972/73 | TJ Sklo Union Teplice „B“     |
| 1973/74 | TJ Chemička Ústí nad Labem    |
| 1974/75 | TJ Sklo Union Teplice „B“     |
| 1975/76 | ASVS Dukla Praha „B“          |
| 1976/77 | TJ Xaverov Horní Počernice    |
| 1977/78 | TJ Spolana Neratovice         |
| 1978/79 | TJ Vagonka Česká Lípa         |
| 1979/80 | TJ Spolana Neratovice         |
| 1980/81 | VTJ Žatec                     |
| 1981/82 | TJ Sepap Štětí                |
| 1982/83 | TJ Spartak Roudnice nad Labem |
| 1983/84 | TJ Kovostroj Děčín            |
| 1984/85 | TJ ČKZ Rakovník               |

| Ročník  | Vítězný tým                   |
| ------- | ----------------------------- |
| 1985/86 | VTJ Karlovy Vary              |
| 1986/87 | TJ CHZ Litvínov               |
| 1987/88 | TJ Rudá hvězda Cheb junioři   |
| 1988/89 | TJ Slavia IPS Praha junioři   |
| 1989/90 | TJ JZD Blšany                 |
| 1990/91 | TJ Viktoria Žižkov            |
| 1991/92 | TJ Lokomotiva Kladno          |
| 1992/93 | FK Armaturka Ústí nad Labem   |
| 1993/94 | TJ Kovostroj Děčín            |
| 1994/95 | FK Arsenal Česká Lípa         |
| 1995/96 | SK Sparta Krč                 |
| 1996/97 | FK Kaučuk Kralupy nad Vltavou |
| 1997/98 | SK Slovan Varnsdorf           |
| 1998/99 | TJ Karlovy Vary – Dvory       |
| 1999/00 | SK Kladno                     |
| 2000/01 | SK Union Čelákovice           |
| 2001/02 | SK Viktoria Sibřina           |
| 2002/03 | MFK Ústí nad Labem            |
| 2003/04 | FC SIAD Most „B“              |
| 2004/05 | FK Teplice B                  |

| Ročník  | Vítězný tým             |
| ------- | ----------------------- |
| 2005/06 | TJ Sokol Ovčáry         |
| 2006/07 | FC Graffin Vlašim       |
| 2007/08 | SK Viktorie Jirny       |
| 2008/09 | FK Arsenal Česká Lípa   |
| 2009/10 | SK Viktorie Jirny       |
| 2010/11 | SK Viktorie Jirny       |
| 2011/12 | SK Viktorie Jirny       |
| 2012/13 | FK Meteor Praha VIII    |
| 2013/14 | Slavia Louňovice        |
| 2014/15 | SK Sokol Brozany        |
| 2015/16 | ASK Lovosice            |
| 2016/17 | SK Sokol Brozany        |
| 2017/18 | TJ Slovan Velvary       |
| 2018/19 | Sokol Hostouň           |
| 2019/20 | SK Český Brod           |
| 2020/21 | -----                   |
| 2021/22 | FK Baník Souš           |
| 2022/23 | FK Arsenal Česká Lípa   |
| 2023/24 | FC Chomutov             |
| 2024/25 | FK Neratovice-Byškovice |

### Vícenásobní vítězové
- 4 – SK Viktorie Jirny (2007/08, 2009/10, 2010/11 a 2011/12)
- 4 – FK Arsenal Česká Lípa (1978/79, 1994/95, 2008/09 a 2022/23)
- 3 – FK VIAGEM Ústí nad Labem (1967/68, 1992/93 a 2002/03)
- 3 – FK Pelikán Děčín (1968/69, 1983/84 a 1993/94)
- 3 – FK Teplice B (1972/73, 1974/75 a 2004/05)
- 2 – FK Kralupy 1901 (1970/71 a 1996/97)
- 2 – FK Varnsdorf (1971/72 a 1997/98)
- 2 – SK Spolana Neratovice (1977/78 a 1979/80)
- 2 – SK Sokol Brozany (2014/15 a 2016/17)
- 2 – FC Chomutov (1966/67 a 2023/24)